# Les Intrépides
Les Intrépides, suivi de Les Nouvelles Aventures des Intrépides, est une série télévisée franco-québécoise en 52 épisodes de 26 minutes.
 La première saison a été diffusée au Québec du 9 janvier au 2 juillet 1992 sur Canal Famille et en France du 22 mars 1993 au 3 mai 1993 dans Big Bang sur France 3.
 La deuxième saison a été diffusée au Québec du 8 septembre 1994 au 2 mars 1995 à la Télévision de Radio-Canada et en France du 10 avril 1996 au 12 juillet 1996 dans Les Minikeums sur France 3.
Elle a été rediffusée à partir du 8 septembre 1992 à la Télévision de Radio-Canada et à partir du 7 septembre 1995 à Radio-Québec/Télé-Québec jusqu'en 1999, et en France sur Canal J.

## Synopsis
Claire, Québécoise et mère de Julie, une jeune fille d'environ 12 ans, est tombée amoureuse de Robert, le père de Tom, un jeune Français d'environ 12 ans aussi. Julie est donc obligée d'aller vivre en France avec sa mère et son nouvel amoureux. Dès son arrivée, elle fait la connaissance de Tom, le fils de Robert, et ça ne marche pas fort entre eux.
Au cours d'une visite de sa nouvelle maison, Julie, des plus curieuses, tombe sur Tom animant une émission pirate de radio. Tom lui confie que le seul au courant de tout cela est Tran, un ami fidèle de la famille, et lui demande alors de se taire ; mais Julie donne ses conditions. Julie et Tom commenceront alors à animer l'émission en duo.  C'est une simple ligne ouverte au départ, jusqu'à ce qu'ils reçoivent leur premier appel à l'aide. C'est seulement après cette première aventure que la relation de Julie et Tom deviendra plus forte et plus soudée et, de là, naîtront Les Intrépides.
Chaque jour, ils animent cette émission qui vient en aide aux jeunes par des conseils et parfois de drôles de péripéties. Ils doivent par contre réussir tout ça dans le plus grand des secrets et sans que les parents s'en aperçoivent et, ce, grâce à l'aide de Tran, sans qui rien ne serait possible. 
Au départ, les Intrépides se situent en France, mais en cours de route ils se transportent au Québec où Julie et Tom continuent toujours leur émission. 
Après une pause de quelques années, Julie et Tom, maintenant âgés de 16 ans et armés d'une motocyclette, sont toujours à l'antenne pour animer les Intrépides. Ils sont alors plus équipés et plus expérimentés pour aider leurs jeunes auditeurs. Qu'ils soient en France ou au Québec, leur émission de radio ne perd aucunement en popularité et n'est désormais un secret pour personne.

## Fiche technique
- Scénaristes : Joanne Arseneau, Christian Bédard, François Bouiay, François Boulay, Diane Cailhier, Marcia Couelle, Marie Décary, José Fréchette, Danyèle Patenaude, Éric Rognard et Francine Ruel, Gilles Parent
- Réalisation : Jean-François Jung, Olivier Langlois, Laurent Lévy, Jacques Payette et Johanne Prégent
- Société de production : Marathon Productions et Cinar Films[5],[6]

## Distribution
- Jessica Barker : Julie Boileau
- Lorànt Deutsch : Tom Miller
- Danielle Proulx : Claire Boileau
- Luc Gentil : Robert Miller
- Tchee : Trahn

Première saison seulement :
- André Melançon : Trafiquant d'oiseaux (épisode Cargo et beaux plumages)
- Anik Vermette : Nadine
- Vincent Bolduc : Antoine
- Marc-André Grondin : Nellito
- Hilale Zeggane : Faouzi
- Nar Sene : Sarakola
- Noe Cendrier : Begon
- Charles Maramot : Javel
- François Marret : Super-Croix
- François Chénier : Marcotte (joueur de hockey)
- Atchi Lin : Rocco
- Daniel Tonachella : Vigile
- Fatiha Cheriguene : Mme Akari
- Vincent Dupont : Policier
- Paul Buissonneau : M. Coderre  (épisode La Corde raide)
- Marie-France Monette : Vanille
- Pierre Chagnon : Jeff (épisode La Corde raide)
- Paul-Robert Rivet : Antoine
- Jean Harvey : Motard  (épisode Le Témoin)
- Daniel Laflamme : Serge
- Nathalie Coupal : Mme de Larochelle
- Gilbert Lachance : Simard
- Michèle Deslauriers : Voleuse de violon (épisode Arnaque au concert)
- Marc Labrèche : Voleur de violon (épisode Arnaque au concert)
- Patrick Labbé : Stéphane Tremblay
- Tobie Pelletier : Sébastien
- Colette Courtois : Cliente
- Louis De Santis : M. Moretti  (épisode Le Témoin)
- Pierre Curzi : Propriétaire du terrain de golf (épisode L'Affaire du golf)
- Francine Grimaldi : Comploteuse (épisode La Chauve souris Et Le Monarque)
- Gérard Poirier : Jean-Jacques Le Tacq, antiquaire
- Vincent Cassel : Bertrand, le kidnappeur (épisode 13)
- Jean-Pierre Darroussin : Marcel Primpignant, le propriétaire de la Bugatti (épisode 25)
- Ariane Ascaride : La pompiste (épisode 25)
- Charlotte Laurier : Voleuse d'insectes (épisode La Chauve souris Et Le Monarque)

Deuxième saison seulement :
- André Melançon : Balou (cirque)
- Yvan Ponton : père de Mélanie
- Virginie Desarnauts : Lorraine
- Julie Deslauriers : Lucie
- Fanny Lauzier : Lola
- Guillaume Lemay-Thivierge : Sébastien
- Luc Senay : Inspecteur
- Rébecca Dreyfus : Clara
- Louise Portal : Maggie (itinérante)
- Yves et Hervé Noël : Rémi (Hervé) et frère jumeau (Yves)

## Épisodes

### Première saison (1992-1993)
1. Cargo et beaux plumages
2. Le témoin
3. La fouine
4. Le malentendu
5. Vente de garage
6. La Corde raide
7. Panique sur glace
8. L'affaire du golf
9. Arnaque au concert
10. La chauve-souris et le monarque
11. Le grand défilé
12. Une fille nommée Vanille
13. Cow Girl
14. La pie voleuse
15. Hit Parade
16. La maison hantée
17. Ne suivez pas le guide
18. Indira
19. Mystère à la Villette
20. Présumé coupable
21. De l'eau dans le gaz
22. Passe-passe
23. Le voleur des ondes
24. La grande lessive
25. Les deux Bugatti
26. Le Party

### Deuxième saison (1994-1995)
1. Lili, je t'aime
2. Intrépides contre intrépides
3. Kidnapping
4. Caméra invisible
5. Colis piégés
6. Le Feu aux poudres
7. La Ferrari de grand-père
8. Qui est mon père?
9. Le Maître du Donjon
10. Coup monté
11. Un homme
12. Radio pirates
13. Top Model
14. Un sacré numéro
15. Tango
16. Tag toxique
17. Rock 'n' roll Intrépides
18. Vertige
19. Le Mystère du lac
20. Panique au pensionnat
21. Les Coulisses de la peur
22. Angoisse pour Scarlett au haras
23. Des vacances mouvementées
24. Le Super Bol
25. Double croche à l'Académie
26. L'Aveu